# キャップスナッチング

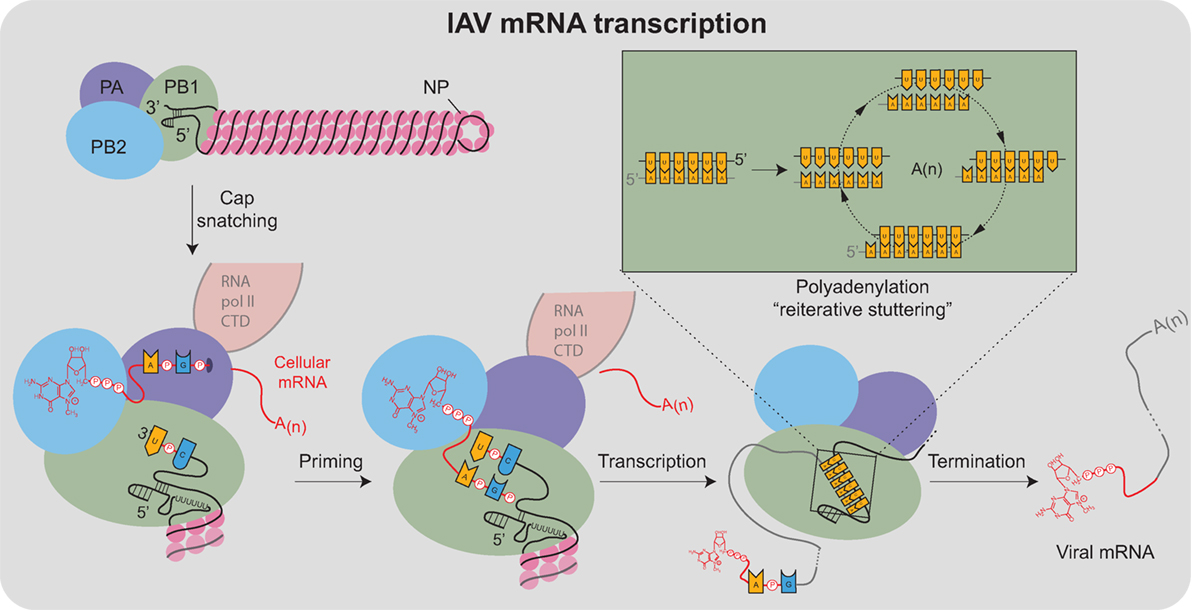
ウイルスポリメラーゼによってキャップスナッチングを用いて開始されるmRNAの転写

キャップスナッチング（英: cap snatching）は、一部の一本鎖マイナス鎖RNAウイルス（-ssRNAウイルス）における転写の第一段階であり、宿主細胞のRNAの最初の10–20残基が除去（スナッチング）され、ウイルスmRNAの合成を開始するための5'キャップそしてプライマーとして利用される現象である。一部のウイルスのmRNAの5'末端にゲノムにコードされていない10–20ヌクレオチドの配列が存在するのは、キャップスナッチングのためである。キャップスナッチング機構を利用するウイルスとしては、インフルエンザウイルス（オルソミクソウイルス科）、ラッサウイルス（アレナウイルス科）、ハンターンウイルス（ハンタウイルス科）、リフトバレー熱ウイルス（フェニュイウイルス科）などがある。大部分のウイルスは15–20ヌクレオチドの長さでスナッチングするが、アレナウイルス科、ナイロウイルス科、トゴトウイルス（オルソミクソウイルス科）はより短い鎖を利用する。
インフルエンザウイルスの場合、キャップスナッチングは細胞核で行われる。キャップスナッチングのためのエンドヌクレアーゼ機能は、RNA依存性RNAポリメラーゼ（RdRp）のPAサブユニットが持っている。
ブニヤウイルス目のウイルスでは、キャップスナッチングは細胞質で行われる。

## 段階
キャップスナッチングは一般的に次の3段階で行われる。
1. ウイルスのRdRpまたはNタンパク質が宿主のmRNAの5'末端のメチル化cap-1またはcap-2構造に結合する。
2. ウイルスのエンドヌクレアーゼがキャップからある程度下流の地点でmRNAを切断する。
3. キャップ化RNAは、RdRpによって行われるウイルスmRNA合成の開始のためのプライマーとして利用される[2]。

## インフルエンザにおけるキャップスナッチングと転写
キャップスナッチングはインフルエンザウイルス、特にA型インフルエンザウイルスで最もよく特性解析がなされている。オルソミクソウイルス科では、RdRpはPA、PB1、PB2の3つのサブユニットから構成される。まず、PB1がウイルスRNA（vRNA）の5'末端に結合し、PB2を活性化してvRNAの3'末端と5'末端の二本鎖領域を形成する。続いてPB2は細胞のmRNAのN7-メチルグアノシン（m7G）キャップ化5'末端に結合する。その後、PAサブユニットのN末端のエンドヌクレアーゼ活性によって、キャップ構造から10–13ヌクレオチドの配列が切断される。正確な切断部位は、RdRPのPB2とPAの間の距離（約50 Å、10–13ヌクレオチドに相当）、mRNAの配列の双方に依存する。キャップスナッチングされたプライマーはPB1のproduct exit tunnelを通って移動し、転写のプライミングに利用される。vRNAの3’-UCGUUUUヌクレオチドはポリメラーゼには結合しておらず、キャップ化RNAプライマーとの相補的結合によって安定性を付与する。転写はキャップ化プライマーの3'末端のGまたはC残基から開始される。PB1サブユニットは5'から3'方向へ鎖を伸長し、その過程でキャップは手放されるが、vRNAの5'末端は結合したままである。転写の終わりには、長いU配列でのポリメラーゼスタッタリングによって、3'末端のポリAテールが付加される。その結果形成されたウイルスmRNAは宿主mRNAと同じ構成をしており、そのため細胞内在性の装置によってプロセシングと核外輸送が行われる。
キャップが除去された宿主のmRNAは分解の標的となるため、細胞のmRNAのダウンレギュレーションが生じることとなる。インフルエンザウイルスのRdRpは細胞のRNAポリメラーゼII（Pol II）のC末端ドメインとも相互作用し、RdRPのコンフォメーションの変化によってウイルスの転写を促進している可能性がある。さらに、Pol IIの存在量を減少させることで、宿主の転写の遮断を開始する。
キャップスナッチング機構はウイルスの複製時には利用されず、RdRpは"prime and realign"機構を利用してゲノムの完全なコピーを作製する。この機構では、ウイルスRNAの内部から合成が開始され、その後プライマーの再配置が行われて複製が継続される。
インフルエンザウイルスのPB2のキャップ結合ドメインのフォールドは独特であるが、他のキャップ結合タンパク質と同様に、芳香環のスタッキングを利用してm7Gキャップに結合する。PAはPD(D/E)XK型ヌクレアーゼファミリーの一員であり、核酸の切断に二価金属イオンを利用する。切断のためのMn2+イオンを結合するヒスチジン残基を含む、独特な活性部位を持つ。

## インフルエンザに対する薬物治療
2018年10月アメリカ合衆国FDAは合併症を伴わないインフルエンザに対する治療としてバロキサビル マルボキシルを承認し、20年以上ぶりに新たな抗インフルエンザウイルス薬のクラスとなった。この薬剤はPAサブユニットのエンドヌクレアーゼ機能を標的として阻害し、ウイルスの転写開始を阻害する。バロキサビル マルボキシル（ゾフルーザ）はA型・B型インフルエンザの双方に対して有効である。

## ブニヤウイルスにおけるキャップスナッチング
ブニヤウイルス目のウイルスも分節型の-ssRNAウイルスである。Mn2+依存性のエンドヌクレアーゼがLタンパク質のN末端に位置することが確認されている。このN末端ドメインはさまざまな科で保存されており、進化的類似性が示唆される。
ラッサウイルス（アレナウイルス科）のNPタンパク質には、2つ目のヌクレアーゼ活性が存在する。このヌクレアーゼはインターフェロン応答の減弱に関与していることが提唱されているが、dTTP結合部位を含んでおり、キャップスナッチングに利用されている可能性もある。このモデルでは、Lタンパク質とN（NP）タンパク質がキャップスナッチング過程で協働するとされる。こうした2ドメインモデルはハンタウイルスでも提唱されているが、リフトバレー熱ウイルス（フェニュイウイルス科）は同様の特徴を持たない。

### ハンタウイルス
キャップスナッチングはハンタウイルス科（ブニヤウイルス目）でも詳細な研究が行われている。Nタンパク質が5'キャップに結合し、細胞装置による分解から保護している証拠が得られている。Nタンパク質は細胞質のP-bodyに蓄積し、ウイルスmRNA合成を開始する際にRdRpが利用可能なプールとして5'キャップを保護し隔離している。ウイルスはキャップの下流14ヌクレオチドのG残基で選択的にmRNAを切断する。さらに、活発に翻訳が行われているmRNAではなく、ナンセンスmRNAのキャップが切断されることが多い。Nタンパク質はP-bodyがなくとも宿主のmRNAを保護することができるが、RdRpによるそれらの利用効率は低い。
ハンタウイルス科のRdRpは"prime and realign"機構も利用する。宿主のオリゴヌクレオチドはmRNA転写をプライミングし、末端のG残基から転写が開始される。ヌクレオチドがいくつか付加された後、新生RNA鎖はvRNA末端の反復配列（AUCAUCAUC）上を逆戻りして再配置され、伸長が再開される。